# St. Johannis Toten- und Schützengilde von 1192

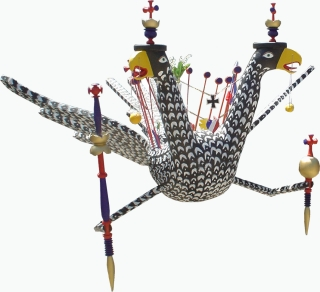
Gildevogel der St. Johannisgilde

Die St. Johannis Toten- und Schützengilde von 1192 e.V. ist ein eingetragener Verein in Oldenburg in Holstein.
Sie ist kein reiner Schützenverein, sondern pflegt die Tradition und erfüllt soziale Aufgaben.
Sie hat derzeit (2025) ca. 1000 Mitglieder, die Gildeschwestern und Gildebrüder.
Alljährlich um Johanni (24. Juni) feiert die Gilde ihr Schützenfest, die „Tage der Rosen“. Im traditionellen schwarzen Anzug mit Zylinder, Spazierstock und roten Rosen an Revers und Zylinder ziehen die mehr als 500 männlichen Mitglieder durch die Stadt Oldenburg in Holstein und schießen mit großkalibrigen Gewehren auf den mehr als drei Zentner schweren Gildevogel.
Die Gilde zahlt traditionell in Sterbefällen einen Hilfsbetrag aus.
Weitere Ziele der Gilde sind das Abhalten eines Balles im Februar, dem sogenannten Fastlabend-Ball und die Pflege der plattdeutschen Sprache.
Die Gilde wird durch 3 Ältermänner geleitet, die ihren Posten nur jeweils für ein Jahr innehaben dürfen. Bis in das 15. Jahrhundert können die Ältermänner namentlich zurückverfolgt werden.
Die Geschichte der Gilde ist in einem eigenen Bereich des Oldenburger Wallmuseums dokumentiert.